# Reserva do Cabaçal
Reserva do Cabaçal é um município brasileiro do estado de Mato Grosso, localizado a 380 km da capital, Cuiabá, na latitude sul 15º04'47", longitude oeste 58º27'59", altitude de 335 metros acima do nível do mar. O município tem uma área de 370,820 km². Em 2017, sua população era estimada em 2.646 habitantes.

## História
A localidade foi fundada em 1969, com migrantes de vários estados, incluindo Minas Gerais e Espírito Santo. Foi elevada a distrito em 1978 e emancipou-se em 1986.
A economia do município tem como base a pecuária de leite e corte. E possui grande potencial para o turismo por conta do grande número de cachoeiras, rios com corredeiras e poços profundos.

## Religião
Religião no Município de Reserva do Cabaçal segundo o censo de 2010.
| Religião       | %    |
| -------------- | ---- |
| Catolicismo    | 53,7 |
| Protestantismo | 31,5 |
| Sem religião   | 12,8 |
| Outras         | 2,0  |